# Ottaviano Conti
Ottaviano dei conti di Segni (né à Rome, et mort en 1231 à Rome), est un cardinal italien de l'Église catholique du XIIIe siècle, nommé par le pape Innocent III.
Il est un cousin du pape Innocent III et est aussi de la famille des papes Grégoire IX, Alexandre IV et Innocent XIII. D'autres cardinaux de la famille sont Giovanni Conti di Segni (1200), Andrea Conti, O.F.M. (quasi-cardinal), Lucido Conti (1411) (pseudo-cardinal), Giovanni Conti (1483), Francesco Conti (1517), Carlo Conti (1604), Giannicolò Conti (1664) et Bernardo Maria Conti, O.S.B.Cas. (1721).

## Biographie
Conti est auditeur à la Rote romaine, légat à Picenum avec le cardinal Giordano et camerlingue de la Sainte Église en 1200, ou en décembre 1206 ou en 1216.
Le pape Innocent III le crée cardinal lors du consistoire de 1205. Conti participe à l'élection papale de 1216, lors de laquelle Honoré III est élu et à l'élection de 1227 de Grégoire IX, qu'il couronne comme pape. Il est légat dans les Marches.